# Отани, Икуэ
Икуэ Отани (яп. 大谷育江 О:тани Икуэ, 18 августа, 1965, префектура Токио) — японская сэйю. Наиболее известна озвучкой Пикачу.

## Позиции в Гран-при журнала Animage
- 1994 год — 15-е место в Гран-при журнала Animage в списке лучших сэйю[1].

## Роли в аниме
- 1991 год — 21 Emon [TV] (Монга);
- 1992 год — Мама-четвероклассница (Усио Аримори);
- 1992 год — Senbon Matsubara (Такити (брат Ёкити));
- 1992 год — Ленточка Химэ (Химэко Нонохара / Эрика);
- 1992 год — Papuwa (Котаро);
- 1992 год — Yuu Yuu Hakusho TV (Сюра);
- 1992 год — Kobo-chan (Кобо Табата);
- 1993 год — Miracle Girls (Рэйко);
- 1993 год — Моя богиня! OVA (Сора Хасэгава);
- 1993 год — Nekketsu Saikyo Gozaurer (Такако Кодзима / Юка Мидзухара);
- 1994 год — Haou Taikei Ryuu Knight (Синий Воин);
- 1994 год — Mahoujin Guru Guru TV (Призрак);
- 1995 год — Kishin Doji Zenki (Ако);
- 1995 год — Ai Tenshi Densetsu Wedding Peach (Акира Тамано);
- 1995 год — Twin Signal (Мини-Сигнал);
- 1996 год — Детектив Конан (ТВ) (Мицухико Цубурая);
- 1996 год — Бродяга Кэнсин (ТВ) (Токидзи);
- 1996 год — Красавица-воин Сейлор Мун: Сейлор-звезды (Сейлор Оловянная Кошка);
- 1996 год — Видение Эскафлона (ТВ) (Мэрл);
- 1996 год — Рубаки Некст (ТВ) (Кира);
- 1996 год — Крейсер Надэсико (ТВ) (Юкина Сиратори);
- 1996 год — Chouja Reideen (Фудзимару Мусянокодзи);
- 1996 год — Variable Geo (Манами);
- 1997 год — Покемон (ТВ) (Пикатю (Пикачу));
- 1997 год — Detective Conan: The Time Bombed Skyscraper (Мицухико Цубурая);
- 1997 год — Agent Aika (Золотая Делма Риэ);
- 1997 год — Bakusou Kyoudai Let's & Go!! WGP Bousou Mini Yonku Daitsuiseki (Дзиромару Такаба);
- 1998 год — Легенда о Басаре (Макото / Марио);
- 1998 год — Детектив Конан (фильм 02) (Мицухико Цубурая);
- 1998 год — Искусство тени (ТВ) (Кюо Рю);
- 1998 год — Night Walker: Mayonaka no Tantei (Гуни);
- 1998 год — Покемон: Мьюту против Мью (Пикатю (Пикачу));
- 1998 год — Pikachu no Natsuyasumi (Пикатю (Пикачу));
- 1998 год — Крейсер Надэсико — Фильм (Юкина Сиратори);
- 1998 год — Pikachu no Fuyuyasumi (1999) (Пикатю (Пикачу));
- 1999 год — Звёздный Герб (ТВ) (Силнэй);
- 1999 год — Для сердца (Рио Хинаяма);
- 1999 год — Я стану ангелом! (Лука);
- 1999 год — ГАНДАМ: Объединение (ТВ) (Какито (эп. 26));
- 1999 год — Детектив Конан (фильм 03) (Мицухико Цубурая);
- 1999 год — Покемон (фильм 02) (Пикатю (Пикачу));
- 1999 год — Super Doll Licca-chan: Licca-chan Zettai Zetsumei! Doll Knights no Kiseki (Кэтрин);
- 1999 год — Trouble Chocolate (Альмонд);
- 1999 год — Ван-Пис (ТВ) (Тони Тони Чоппер);
- 2000 год — Детектив Конан OVA-1 (Мицухико Цубурая);
- 2000 год — Ojamajo Doremi # (Хана-тян);
- 2000 год — Детектив Конан (фильм 04) (Мицухико Цубурая);
- 2000 год — Видение Эскафлона — Фильм (Мэрл);
- 2000 год — Покемон (фильм 03) (Пикатю (Пикачу));
- 2000 год — Ojamajo Doremi#Movie: Pop and the Magical Cursed Rose (Хана-тян);
- 2000 год — Моя богиня! — Фильм (Сора Хасэгава);
- 2000 год — Ван-Пис (спецвыпуск #1) (Мэрой);
- 2000 год — Pocket Monsters: Mewtwo! Ware wa Koko ni Ari (Пикатю (Пикачу));
- 2001 год — Похититель Душ (Мая Мисаки);
- 2001 год — Детектив Конан (фильм 05) (Мицухико Цубурая);
- 2001 год — Pikachu no Dokidoki Kakurenbo (Пикатю (Пикачу));
- 2001 год — Nono-chan (Ноноко Ямада);
- 2002 год — Детектив Конан OVA-2 (Мицухико Цубурая);
- 2002 год — Ojamajo Doremi Dokkaan! (Хана-тян);
- 2002 год — В далекие времена OVA-1 (Фудзи);
- 2002 год — Подземелье Токио (Шейла);
- 2002 год — Детектив Конан (фильм 06) (Мицухико Цубурая);
- 2002 год — Хранители врат OVA (Аянэ Исудзу);
- 2002 год — Волшебница-медсестра Комуги-тян OVA (Коёри Кокубундзи);
- 2002 год — Наруто (ТВ-1) (Конохамару);
- 2002 год — Kikou Sen'nyo Rouran (Итэдзуки);
- 2002 год — Pocket Monsters Advanced Generation (Пикатю (Пикачу));
- 2003 год — Детектив Конан OVA-3 (Микихико Яги / Мицухико Цубурая);
- 2003 год — Ashita no Nadja (Рита Росси);
- 2003 год — В далекие времена OVA-2 (Фудзи);
- 2003 год — Konjiki no Gash Bell!! (Гаш Белл (1-140 серии));
- 2003 год — Ван-Пис (спецвыпуск #2) (Тони Тони Чоппер);
- 2003 год — Детектив Конан (фильм 07) (Мицухико Цубурая);
- 2003 год — Волшебница-медсестра Комуги-тян (спэшл) (Коёри Кокубундзи);
- 2003 год — Gensomaden Saiyuki Reload (Сэйка);
- 2003 год — Ван-Пис (спецвыпуск #3) (Тони Тони);
- 2003 год — Наруто OVA-2 (Конохамару);
- 2004 год — Интерлюдия (Муцуки Саэгуса);
- 2004 год — Учительский час (Сидзука (Иинтё) Наганэ);
- 2004 год — Детектив Конан (фильм 08) (Мицухико Цубурая);
- 2004 год — Ojamajo Doremi Na-i-sho (Хана-тян);
- 2004 год — Gekijouban Konjiki no Gash Bell!! 101 Banme no Mamono (Гаш Белл);
- 2004 год — Волшебница-медсестра Комуги-тян Зет (Коёри Кокубундзи);
- 2004 год — Для сердца: Воспоминания (Рио Хинаяма);
- 2004 год — Жрица Луны, жрица Солнца (Мияко);
- 2004 год — В далекие времена (ТВ) (Фудзи-химэ);
- 2004 год — Неравный жребий OVA (Рэнко Камисакудзи);
- 2005 год — Детектив Конан OVA-5 (Мицухико Цубурая);
- 2005 год — Моя богиня! (сезон первый) (Сора Хасэгава);
- 2005 год — Ван-Пис: Фильм шестой (Тони Тони Чоппер);
- 2005 год — Детектив Конан (фильм 09) (Мицухико Цубурая);
- 2005 год — Покемон (фильм 08) (Пикатю (Пикачу));
- 2005 год — Pikachu no Obake Carnival (Пикатю (Пикачу));
- 2006 год — Senritsu no Mirage Pokemon (Пикатю (Пикачу));
- 2006 год — Покемон (фильм 09) (Пикатю (Пикачу));
- 2006 год — Покемон: Алмаз и Жемчуг (Пикатю (Пикачу));
- 2007 год — Наруто (ТВ-2) (Конохамару);
- 2007 год — Ван-Пис: Фильм восьмой (Тони Тони Чоппер);
- 2007 год — Детектив Конан OVA-7 (Мицухико Цубурая);
- 2007 год — Детектив Конан (фильм 11) (Мицухико Цубурая);
- 2007 год — Покемон (фильм 10) (Пикатю (Пикачу));
- 2007 год — Cinnamon the Movie (Чиффон / Милк);
- 2008 год — Ван-Пис: Фильм девятый (Тони Тони Чоппер);
- 2008 год — Uchi no 3 Shimai (Фу (старшая));
- 2008 год — Meitantei Conan Magic File 2 (Мицухико Цубурая);
- 2008 год — Детектив Конан (фильм 12) (Мицухико Цубурая);
- 2008 год — Покемон (фильм 11) (Пикатю (Пикачу));
- 2008 год — Детектив Конан OVA-8 (Мицухико Цубурая);
- 2009 год — Детектив Конан (фильм 13) (Мицухико Цубурая);
- 2009 год — Детектив Конан OVA-9 (Мицухико Цубурая);
- 2009 год — Покемон (фильм 12) (Пикатю (Пикачу));
- 2010 год — Детектив Конан OVA-10 (Мицухико Цубурая)
- 2012 год — Smile Precure! (Candy)
- 2023 год — Pokemon Horizons (Капитан Пикачу, Санго)